# Алекс Єпес
Алехандро Єпес Бальсалобре (нар. 12 березня 1989 року), більш відомий як Алекс, іспанський футзаліст.